# Dyje (przystanek kolejowy)
Dyjeⓘ – przystanek kolejowy w Dyji, w kraju południowomorawskim, w Czechach. Znajduje się na wysokości 250 m n.p.m.
Jest zarządzany przez Správę železnic. Na przystanku istnieje możliwości zakupu biletów i rezerwacji miejsc.

## Linie kolejowe
- 246 Břeclav - Znojmo